# Erich Opitz (Mediziner, 1909)
Erich Opitz (* 15. August 1909 in Düsseldorf; † 11. August 1953 unter der Reichenspitze, Zillertaler Alpen) war ein deutscher Physiologe.

## Leben
Als Sohn des gleichnamigen Gynäkologen Erich Opitz besuchte Opitz das humanistische Gymnasium in Freiburg im Breisgau. Nach dem Abitur studierte er ab 1927 an der Albert-Ludwigs-Universität Freiburg und der Schlesischen Friedrich-Wilhelms-Universität Naturwissenschaften. Dort wechselte er zur Medizin. Im Wintersemester 1927/28 wurde er im Corps Borussia Breslau aktiv. Anfang 1930 inaktiviert, stellte er sich nach dem Physikum für ein weiteres Aktivensemester zur Verfügung. Zum Wintersemester 1930/31 wechselte er an die Albertus-Universität Königsberg. Im Sommer 1932 bereiste er Österreich, Bulgarien, die Türkei, Südrussland und den Kaukasus. Das Staatsexamen machte er 1933 an der Albert-Ludwigs-Universität Freiburg. Dort war er Praktikant bei Siegfried Thannhauser. Er folgte dem Pathologen Franz Büchner an das Berliner Krankenhaus Am Friedrichshain. Mit einer Doktorarbeit bei Büchner wurde er zum Dr. med. promoviert. Nach Aufenthalten bei Helmuth Bohnenkamp und Helmuth Reinwein 1934 verschrieb er sich der Physiologie. Als Stipendiat der William G. Kerckhoff-Stiftung arbeitete er bei Eberhard Koch. Anschließend war er in Göttingen zwei Jahre wissenschaftlicher Assistent Hermann Rein. In jener Zeit nahm er an einer Höhenforschungsreise in den italienischen Südalpen teil.
Von 1938 bis 1945 arbeitete er in Berlin als Unterarzt bei Hubertus Strughold am Luftfahrtmedizinischen Forschungsinstitut in der Abteilung für Histophysiologie. In dieser Funktion forschte er mit Erich Schütz experimentell über Sauerstoffmangelerscheinungen des Herzens. 1941 habilitierte er sich bei Rein in Göttingen. 1942 erhielt er eine Dozentur an der Friedrich-Wilhelms-Universität zu Berlin. 1943/44 vertrat er den physiologischen Lehrstuhl der Julius-Maximilians-Universität Würzburg. Für höhenphysiologische Untersuchungen reiste er wiederholt in die Alpen: Jungfraujoch (1939), Oberwalderhütte (1914) und Großglockner (1944). Bei Kriegsende kehrte er nach Göttingen zurück.
Nach Kriegsende folgte er 1946 dem Ruf der Christian-Albrechts-Universität, die durch die Luftangriffe auf Kiel zerstört worden war. Borussias Kartellcorps Holsatia verlieh ihm 1951 das Band. Nach sieben schweren Jahren des Wiederaufbaus folgte er im April 1953 seinem Lehrer und Freund Rein auf den Göttinger Lehrstuhl. Nach dem Sommersemester reiste er in die Alpen, wo er mit zwei Seilschaften beim Abstieg von der Reichenspitze tödlich verunglückte.
Ulrich Cameron Luft nennt in seinem Nachruf auf Opitz für die Jahre 1935–1953 insgesamt 66 Veröffentlichungen, davon eine postume.
Er hinterließ seine Frau und vier Kinder. In seinem Schicksal folgte er dem 1926 tödlich verunglückten Vater, der beim Skilaufen durch eine Lawine verschütteten Schwester, seiner jung gestorbenen Schwester und seinem in Frankreich gefallenen Bruder Ekkehard.